# Лівень
Лівень, Лівені (рум. Liveni) — село у повіті Ботошані в Румунії. Входить до складу комуни Маноляса.
Село розташоване на відстані 409 км на північ від Бухареста, 45 км на північний схід від Ботошань, 107 км на північ від Ясс.

## Населення
За даними перепису населення 2002 року у селі проживали 834 особи, усі — румуни. Усі жителі села рідною мовою назвали румунську.

## Уродженці
- Джордже Енеску, румунський композитор.